# Yolande Jobin
Yolande Jobin (Londen, 30 mei 1930 - 11 oktober 2010) was een Zwitserse kunstschaatsster. Zij nam deel aan de Olympische Winterspelen van 1952.

## Belangrijkste resultaten

### Olympische Winterspelen
| Jaar | Plaats | Discipline     | Onderdeel       | Resultaat |
| ---- | ------ | -------------- | --------------- | --------- |
| 1952 | Oslo   | kunstschaatsen | individueel (v) | 18e       |